# Gruppo cosmonauti TsPK 4
Il Gruppo cosmonauti  TsPK 4 è un gruppo di dodici cosmonauti selezionato il 7 maggio 1967 ed è formato da sei aviatori, tre navigatori e tre ingegneri militari. L'addestramento di base si è svolto tra aprile 1967 e agosto 1969 (senza Beloborodov, Pisarev, Sologub che si sono ritirati prima di completare l'addestramento). Di questi dodici solo Kavalënak, Ljachov e Malyšev sono andati nello spazio.
- Vladimir Alekseev[1]
- Valerij Beloborodov[2]
- Michail Burdaev[3]
- Sergeij Gajdukov[4]
- Vladimir Isakov[5]
- Uladzimir Kavalënak[6]

Sojuz 25
Sojuz 29/Sojuz 31
Sojuz T-4
- Vladimir Kozel'skij[7]
- Vladimir Ljachov[8]

Sojuz 32/Sojuz 34
Sojuz T-9
Sojuz TM-6/Sojuz TM-5
- Jurij Malyšev[9]

Sojuz T-2
Sojuz T-11/Sojuz T-10
- Viktor Pisarev[10]
- Nikolaj Porvatkin[11]
- Michail Sologub[12]